# Zeinab Jalalian
Zeinab Jalalian - زينب جلاليان (persa) - (Maku, 1982) és una dona iraniana d'ètnia kurda. Va ser acusada d'infrigir greument la llei islàmica i va ser condemnada a mort per un Tribunal Revolucionari Islàmic que la va considerar membre del grup militant kurd PJAK, acusació que ella va negar. Posteriorment, el cas de Zeinab Jalalian va ser objecte d'una campanya internacional en la seva defensa que va aconseguir finalment la commutació de la pena de mort per una condemna a cadena perpètua. Les últimes informacions sobre la presonera indiquen que té un important deteriorament de la seva salut, possiblement degut a tortures i maltractament, malaltia que comporta pèrdua de la vista i recentment malaltia de COVID19. Fins aquí, les autoritats iranianes li han negat l'atenció hospitalària que necessita per a tractar el problema de la vista. Actualment també se li ha negat el tractament adient per a la malaltia de COVID19. El grup de Terrassa d'Amnistia Internacional Catalunya porta temps treballant sobre el seu cas.